# Epagoge
Epagoge is een geslacht van vlinders van de familie bladrollers (Tortricidae), uit de onderfamilie Tortricinae.

## Soorten
- E. artificana (Herrich-Schäffer, 1849)
- E. conspersa Diakonoff, 1953
- E. flaviciliana Walsingham, 1913
- E. grotiana

Schemerbladroller Fabricius, 1781
- E. mellosa Diakonoff, 1951
- E. miserabilis (Strand, 1918)
- E. niveigutta Walsingham, 1913
- E. occidentalis Diakonoff, 1948
- E. osteomelesana Swezey, 1946
- E. rhabdomaga (Meyrick, 1938)
- E. schausiana Walsingham, 1913
- E. somatina Dognin, 1912
- E. spadicea Walsingham, 1913
- E. tessellata Walsingham, 1913
- E. urerana Swezey, 1915
- E. vinolenta Walsingham, 1913
- E. vulgaris (Meyrick, 1921)
- E. xanthomitra Diakonoff, 1941